# Chantal Maillard
Chantal Maillard (Bruxelas, 1951) é uma escritora espanhola nascida na Bélgica e residente em Málaga e Barcelona.
Estudou filosofia e religiões na universidade de Málaga (licenciatura e doctorado) e na universidade de Varanasi. Trabalhou como professora de yoga e para os jornais ABC e El País.

## Obra
Entre a sua obra encontram-se:

### Poesia
- Azul en re menor. Frigiliana: La Farola, 1982.
- La otra orilla. Coria del Río: Qüásyeditorial, 1990. Premio Juan Sierra 1990
- Hainuwele . Córdoba: Ayuntamiento de Córdoba, 1990. Premio Ciudad de Córdoba 1990
- Poemas a mi muerte. Madrid: La Palma, 1993. Poesía. Premio Ciudad de Santa Cruz de la Palma 1993
- Semillas para un cuerpo. Soria: Diputación Provincial de Soria, 1998. Premio Leonor 1987
- Conjuros. Madrid: Huerga y Fierro. Editores, S.L., 2001.
- Lógica borrosa. Málaga: Miguel Gómez Ediciones, 2002.
- Matar a Platón. Barcelona: Tusquets, 2004. Premio Nacional de Poesía 2004
- Hilos, 2007

### Ensaio
- El monte Lu en lluvia y niebla Málaga: Diputación Provincial de Málaga, 1990.
- La creación por la metáfora. Barcelona: Anthropos, 1992.
- El crimen perfecto. Madrid: Tecnos, 1993.
- La sabiduría como estética Madrid: Akal, 1995.
- La razón estética. Barcelona: Laertes, 1998. Aguado González, Jesús.
- El árbol de la vida. Maillard, Chantal (ed.) . Barcelona: Kairós, 2001.
- Filosofía en los días críticos Valencia: Pre-Textos, 2001.

## Prêmios
- Premio Leonor 1987
- Ciudad de Córdoba 1990
- Premio Juan Sierra 1990
- Ciudad de Santa Cruz de la Palma 1993
- Premio Nacional de Poesía 2004